# 绿萼连蕊茶
绿萼连蕊茶（学名：[Camellia viridicalyx] 错误：{{Lang}}：文本有斜体标记（帮助））为山茶科山茶属的植物，是中国的特有植物。分布于中国大陆的湖南、广西等地，生长于海拔1,000米的地区，见于林中或山坡林缘，目前尚未由人工引种栽培。